# Назаров, Михаил Николаевич
Михаил Николаевич Назаров (3 октября 1920, деревня Байрамгулово, Аргаяшский кантон, Башкирской АССР — 20 марта 2015, Чайковский, Пермский край) — советский партийный деятель, первый секретарь Чайковского горкома КПСС (1963—1987), Герой Социалистического Труда (1971), писатель-мемуарист.

## Биография
С 1936 года — рабочий буровой геологоразведочной партии института «Ленгидропроект». В 1940 году призван в ряды Красной Армии: служил в частях ПВО Дальневосточного военного округа, принимал участие в боевых действиях против японской армии летом 1945 года.
В 1946 году участвовал в строительстве Аргазинской ГЭС, каскада Алма-Атинских гидроэлектростанций. В 1947 году, принимая участие в строительстве Камской ГЭС в Перми, был избран заместителем секретаря партийной организации «Камгэсстроя», а позже — первым секретарём Орджоникидзевского райкома КПСС города Перми.
В 1957 году назначен руководителем парторганизации управления «Воткинскгэсстрой». С 5 января 1963 по 1987 год — первый секретарь Чайковского горкома КПСС.
Указом Президиума Верховного Совета СССР от 5 апреля 1971 года «за выдающиеся успехи в досрочном выполнении заданий пятилетнего плана и большой творческий вклад в развитие производства тканей, трикотажа, обуви, швейных изделий и другой продукции легкой промышленности» удостоен звания Героя Социалистического Труда с вручением ордена Ленина и золотой медали «Серп и Молот».
Проживал в Чайковском, где и умер. В честь М.Н. Назарова в Чайковском названа улица; на бывшем здании горкома КПСС, где он работал, установлена мемориальная доска.
Известен также и как писатель-мемуарист.

## Награды и звания
- Медаль «Серп и Молот» Героя Социалистического Труда (1971) — за успехи, достигнутые в выполнении 5-летнего плана[4]
- Орден Ленина (1971)[4]
- Орден «Знак Почёта» (1957)
- Орден Трудового Красного Знамени (1966)
- Орден Отечественной войны II степени (1985)
- Почётный гражданин Пермского края.
- Почётный гражданин Чайковского (1996)[5][6].